# غده زیرآبششی
غده زیرآبششُی یا غده هیپوبرانشیال (انگلیسی: Hypobranchial gland) یک ساختار غده‌ای است که بخشی از کالبدشناسی بسیاری از نرم‌تنان، از جمله چندین خانواده مختلف از شکم‌پایان و همچنین بسیاری از دوکفه‌ای‌های پیشین‌آبشش‌دار است. این غده، مخاط و همچنین ترکیبات فعال زیستی تولید می‌کند. کیسه مرکب سرپایان یک غده زیرآبششیِ تغییریافته است.

## شکم‌پایان
غده زیرآبششی در بسیاری از حلزون‌های دریایی یافت می‌شود، از جمله در خانواده‌های گوش‌دریا، حلزون‌های نفیر، میترا و کوستلاریا. این غده معمولاً به صورت ضخیم شدن بافت در سقف حفره جبه‌ای جانور ظاهر می‌شود. این با بخش‌هایی از کالبد نرم‌تن دریایی در ارتباط است که عمل تثبیت رسوب را در این موجودات انجام می‌دهند. با این حال، این غده در همه شکم‌پایان زمینی به جز Neritacea وجود ندارد. شکل آن، با این حال، بین گروه‌های مختلف حلزون‌ها متفاوت است.
غدد با عملکرد مشابه در Nuculidae, Solenomyidae, Monia, Patellacea و Loritcata وجود دارد.
در Haliotidae، این غده دارای دو لوب در سقف حفره جبه‌ای است که چپ بزرگتر از راست است. این غده دارای شیارهای عمیق است و مخاط ترشح می‌کند. هدف از مخاط، به دام انداختن، جمع‌آوری و دفع رسوبی است که در هنگام جریان آب بر روی آبشش‌های این موجودات جمع می‌شود.

## آکولیفرا
در آکولیفرا (Aculifera)، غدد زیرآبششی به عنوان «مجاری مخاطی» شناخته می‌شوند و موقعیت خلفی در بدن را اشغال می‌کنند.

## جامعه باکتریایی
در مطالعه‌ای که بر روی گونه‌های Dicathais orbita، عضوی از خانواده Muricidae انجام شد، مشخص شد که جامعه باکتریایی غده زیرآبششی بسیار تخصصی است. این جامعه تحت سلطه دو جنس، مایکوپلاسما و ویبریو بود که شناخته شده است که حاوی گونه‌های بیوسنتزی هستند. این جوامع باکتریایی با پای افراد که انواع بیشتری از ساکنان باکتریایی داشتند مقایسه شد.

## سموم
برخی از عصاره‌های غده زیرآبششی اثرات سمی بر یاخته‌های گرانولوزای انسانی، سلول‌های داخل تخمدان نشان داده‌اند. این عصاره‌ها می‌توانند بر تولید هورمون دستگاه تولید مثل تأثیر بگذارند. مانند همه سموم، اثر آن به دوز و طول مدت قرار گرفتن در معرض این عصاره‌ها بستگی دارد.

## ارغوانی امپراتوری
مطالعاتی بر روی برخی گونه‌ها در خانواده حلزون‌های خاردار انجام شده است، زیرا در این گونه‌ها، غده زیرآبششی پیش‌ساز رنگ ارغوانی امپراتوری، یک رنگ طبیعی مهم تاریخی را ترشح می‌کند. این رنگ در برخی از مناطق اروپا و آسیا ممکن است ریشه در تاریخی به قدمت ۲۰۰۰ سال قبل از میلاد داشته باشد. با توجه به فرایند پرهزینه رنگرزی پارچه‌ها با غدد زیرآبششی نرم‌تنان، پارچه‌های رنگ شده با ارغوانی امپراتوری در طول تاریخ نمادی از ثروت و سلطنت به حساب می‌آمدند. این رنگ از پیش‌ساز رنگ ۶–۶ دی‌بروموایندیگو سنتز می‌شود.

## کاربردهای پزشکی
کاربردهای پزشکی بالقوه‌ای برای غدد زیرآبششی نرم‌تنان وجود دارد که از داروهای ضد التهابی تا ضد باکتری و سرطان را شامل می‌شود. برخی از این کاربردها با تجزیه و تحلیل طب سنتی و شگردهای درمانی از فرهنگ‌های مختلف کشف شدند. در یونان باستان، عصاره‌های این غده به عنوان ملین و ادرارآور با احتمال برخی عوارض جانبی از جمله افزایش تولید عرق و بزاق استفاده می‌شد.

## کاربردهای ضد باکتریایی
متانول، دی کلرومتان و استون رشد بیوفیلم دریایی را مهار می‌کنند. عصاره‌های دیگر از همولنف این نرم‌تنان نشان داده‌اند که رشد عوامل بیماری‌زای انسانی را مهار می‌کنند.

## کاربردهای ضد التهابی
در رده‌های سلولی آزمایشگاهی و مدل‌های مختلف حیوانی، عصاره‌های غده زیرآبششی طیف وسیعی از خواص شل کننده عضلات از جمله توانایی عمل به عنوان یک بلوک عصبی عضلانی، ضد تشنج، مسکن و آرام‌بخش را نشان داده‌اند.

## درمان سرطان
عصاره‌های کلروفرم می‌توانند رشد لنفوم (سرطان ریه)، سرطان‌های دستگاه تناسلی و سرطان روده بزرگ را مهار کنند.
یک رنگدانه در ارغوانی امپراتوری، ۶-دی‌بروموایندیروبین، ممکن است گسترش انواع سرطان‌ها از جمله سرطان‌های ریه، معده، روده بزرگ، شکم و سرطان خون را کند کند.
عصاره‌های غدد Hexaplex trunculus، مهار چسبندگی سلول‌های گردن رحم و گلیوبلاستوما را نشان داد، که می‌تواند فراوانی تشکیل تومور را کاهش دهد.